# Jumpei Kusukami
Jumpei Kusukami (楠神 順平 Kusukami Junpei?, nacido el 27 de agosto de 1987 en Echigawa (actualmente Aishō), Shiga) es un futbolista japonés que se desempeña como centrocampista en el Nankatsu SC.

## Trayectoria

### Clubes
| Club                        | País      | Año         |
| --------------------------- | --------- | ----------- |
| Kawasaki Frontale           | Japón     | 2009 - 2012 |
| Cerezo Osaka                | Japón     | 2013 - 2015 |
| Sagan Tosu                  | Japón     | 2016        |
| Western Sydney Wanderers FC | Australia | 2016 - 2018 |
| Shimizu S-Pulse             | Japón     | 2018 - 2019 |
| Montedio Yamagata (cedido)  | Japón     | 2018        |
| Nankatsu SC                 | Japón     | 2020 -      |

## Estadística de carrera

### J. League
| Club              | Año   | J. League | J. League | Copa J. League | Copa J. League | Total | Total |
| Club              | Año   | Part.     | Goles     | Part.          | Goles          | Part. | Goles |
| ----------------- | ----- | --------- | --------- | -------------- | -------------- | ----- | ----- |
| Kawasaki Frontale | 2009  | 1         | 0         | 0              | 0              | 1     | 0     |
| Kawasaki Frontale | 2010  | 22        | 3         | 2              | 0              | 24    | 3     |
| Kawasaki Frontale | 2011  | 19        | 1         | 4              | 0              | 23    | 1     |
| Kawasaki Frontale | 2012  | 28        | 5         | 4              | 1              | 32    | 6     |
| Cerezo Osaka      | 2013  | 24        | 0         | 5              | 0              | 29    | 0     |
| Cerezo Osaka      | 2014  | 26        | 1         | 2              | 0              | 28    | 1     |
| Cerezo Osaka      | 2015  | 21        | 3         | -              | -              | 21    | 3     |
| Sagan Tosu        | 2016  | 1         | 0         | 3              | 0              | 4     | 0     |
| Total             | Total | 142       | 13        | 20             | 1              | 162   | 14    |